# レフ・シェスタコフ

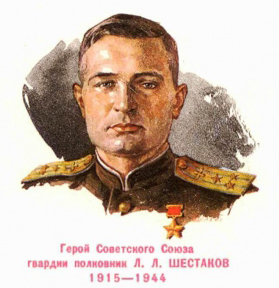
レフ・シェスタコフの肖像画

レフ・リヴォーヴィチ・シェスタコフ (ロシア語: Лев Львович Шестаков, ラテン文字転写例: Lev Lvovich Shestakov, 1915年12月28日 - 1944年3月13日)は、スペイン内戦で活躍したソ連空軍のエースパイロットである。

## 戦歴

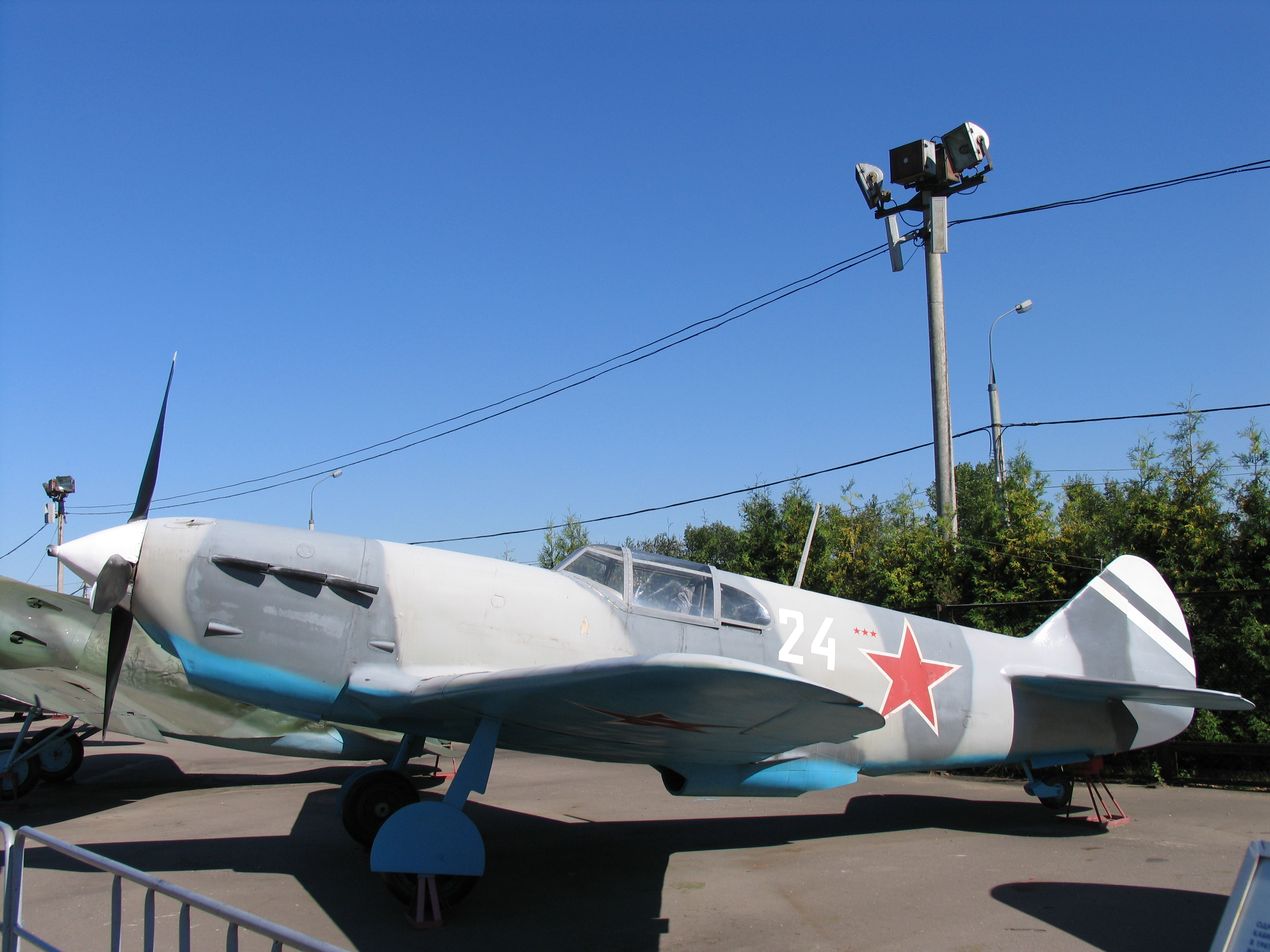
シェスタコフが搭乗していた LaGG-3

1936年に軍事大学を卒業した後、1937年にスペイン内線への従軍を志願し、1937年にスペイン共和国空軍戦闘機隊に配属された。ポリカルポフ I-16に搭乗し、スペイン内戦の間に90回出撃して単独での撃墜8、共同撃墜31を記録した。
シェスタコフは1939年9月に第69戦闘航空団に転属したが、この時点でソ連空軍において最も有名なエースの一人であった。
1941年6月に独ソ戦が始まると、シェスタコフは第69戦闘航空団でオデッサの戦いに参加し、1941年7月16日には第69戦闘航空団長となった。オデッサの戦いにおいて、第69戦闘航空団は94機撃墜を記録している。シェスタコフらの活躍によりルーマニア空軍は多大な損害を受けたため、ルーマニア空軍司令部は空軍全体を東部戦線から撤退させている。
第69戦闘航空団は1941年末に旧式化したI-16からLaGG-3に機種転換し、スターリングラードに移動した。シェスタコフはその後3年間に渡ってスターリングラードを含む各地域で指揮を執った。
8月9日、シェスタコフはドイツ空軍第77戦闘航空団のメッサーシュミット Bf109 14機に護衛された第27爆撃航空団のハインケル He111の編隊と遭遇した。第69戦闘航空団は損害ゼロで9機のBf 109を撃墜したと報告したが、一方の第77戦闘航空団は1機が被弾したのみと報告している。
シェスタコフは1944年3月13日に撃墜されるまでの間に200回以上出撃し、32回の空戦で26機の撃墜を記録した。
1944年3月13日 (資料によっては3月12日とするものもある) にドイツ爆撃機隊の迎撃に向かったまま未帰還となった。

## 最期
戦後、同僚であったウラジミール・ラブリネコフは"His Call code - Sokol (Falcon) 1"と題するシェスタコフの伝記を発表した。その中で、シェスタコフは「黄金騎士鉄十字章を受章したシュトゥーカのエース、クルト・レンナーと戦った」とされている。
クルト・レンナーなる人物は実在しないが、シェスタコフと同じ戦域には唯一の黄金柏葉剣付ダイヤモンド騎士鉄十字章受章者であるシュトゥーカパイロット、ハンス・ウルリッヒ・ルーデルがいた。シェスタコフは1944年1月からルーデルを撃墜しようと試み、胴体に派手な毒蛇のペイントが入ったJu 87をレンナー/ルーデルの乗機とみて探し回っていたという。

彼の死後、ルーデル機に命中弾を与えた後に撃墜されたという噂が流れたが、ルーデルは軍歴において敵機に撃墜されたことはないため、シェスタコフはルーデル機を攻撃したものの大きな損傷を与えることはなかったと考えられたが、実際には、シェスタコフが狙っていたのはルーデル機ではなく、彼の副官であるヘルムート・フィッケル少尉の乗機をルーデル機だと誤解していたと思われ、シェスタコフはこの時の空戦でフィッケル機を撃墜している（なお、フィッケルと後部搭乗員は脱出して助かり、後にルーデルが彼らを連れ帰った、とルーデルは自伝に記している）。しかし、フィッケル機を撃墜したのも束の間、シェスタコフはその直後に墜落死しているが、その原因についてはルーデルすら正確には理解していないらしく、シェスタコフの戦死の過程には諸説ある。可能性が高いものとして、ルーデル機の後部銃座にこの日偶然座っていたエルンスト・ガーデルマンがシェスタコフ機を銃撃した結果。もしくはルーデル機からの後方乱気流の煽りで制御を失って墜落したとされている。そして、ルーデル自身はシェスタコフについて、自伝で次のように記している。

ガーデルマンが撃墜したのか、私が急旋回したときにエンジンから発生した余波で墜落したのか。それは重要なことではない。私が装着しているヘッドフォンに混乱と悲鳴が混じったソ連軍の無線が突然入ってきた。ソ連軍に何が起きたのかを考えたが、それはとても重大なことではないかと思えた。そして、ソ連軍の無線から我々と交戦したのはソ連の英雄で有名な戦闘機パイロットであることがわかった。私は彼に名誉を与えるべきであろう。彼は優秀なパイロットであった。 

## 戦績
第二次世界大戦において共同戦果を含めて撃墜65機を記録し、ソ連邦英雄、レーニン勲章、赤旗勲章および祖国戦争勲章を受章した。
トマス・ポラークとクリストファー・ショアーズの調査によると、シェスタコフはヴァシリー・ネイデンコ (99機撃墜)に次いでソ連空軍第2位の撃墜数であり、イヴァーン・コジェドゥーブ (62機撃墜)を上回るとしている。 他の調査ではネイデンコの撃墜数はもっと少なく、コジェドゥーブが1位とされている。